# Wabse
Uzasadnienie: Duplikat.
Wabse – estońska skrajnie prawicowa partia polityczna działająca w latach 1932–1933. Powstała ze Związku Bojowników o Wolność w 1932 r. Wyraźne były zapożyczenia ideowe z faszyzmu i narodowego socjalizmu. Wabse głosiła hasła nacjonalistyczne, antykomunistyczne i antysemickie. W 1933 r. Konstantin Päts i naczelny dowódca sił zbrojnych Johan Laidoner dokonali zamachu stanu, rozwiązali Wabse i wprowadzili autorytarną dyktaturę.